# Січка (заповідне урочище)
Сі́чка — заповідне урочище місцевого значення в Україні. Об'єкт природно-заповідного фонду Івано-Франківської області. 
Розташоване на території Долинського району Івано-Франківської області, на південний захід від села Мислівка. 
Площа 20,5 га. Статус надано згідно з рішенням облвиконкому від 19.07.1988 року № 128. Перебуває у віданні ДП «Вигодський лісгосп» (Вишківське л-во, кв. 16, вид. 1, 2, 5). 
Статус присвоєно для збереження частини лісового масиву з високопродуктивними смереково-буковими насадженнями. У домішку — ялиця.